# Zemlya Georga
Zemlya Georga, hay George Land (tiếng Nga: Земля Георга; Zemlya Georga, "George Land"), là một hòn đảo ở Franz Josef Land, Arkhangelsk Oblast, Bắc Cực thuộc Nga.
Zemlya Georga được đặt tên bởi Benjamin Leigh Smith theo tên Hoàng tử George.

## Địa lý
Với tổng diện tích 2,821 kilômét vuông (1,089 dặm vuông Anh), Zemlya Georga là hòn đảo lớn nhất của Quần đảo Franz Josef, cũng là đảo dài nhất, với khoảng cách 115 kilômét (71 mi) giữa cực bắc và cực nam. Điểm cao nhất của hòn đảo là đỉnh của Brusilov Ice Dome, độ cao 416 mét (1.365 ft).
Hòn đảo có đường bờ biển phức tạp, có nhiều vịnh, vịnh sâu và mũi đất. Zemlya Georga có ba mũi hướng về phía tây nam trên bờ biển phía nam: Cape Neale (điểm cực tây của hòn đảo), Cape Crowther và Cape Grant. Mũi cực đông có tên là Mys Murray. Hai mũi chỉ về hướng bắc, Mys Bryusa và Mys Battenberg, được ngăn cách với nhau bởi Vịnh Sommerville. Mũi cực tây của đảo là Mys Mul'tanovskogo, ngăn cách bởi eo biển Proliv Arkhangelskiy, nằm giữa giữa Zemlya Georga và Alexandra Land. Eo Cambridge (Proliv Kambritch) nằm xa hơn về phía tây nam. Không có cư dân thường trú trên đảo, có một trạm nghiên cứu theo mùa đủ cho 10 người trú ẩn.
Kênh Nightingale (Proliv Neytingeyl) hướng về phía đông của Zemlya Georga, tách nó ra khỏi đảo Bruce.

### Sông băng
Hầu hết phần đất nằm dưới sông băng lớn và mái vòm băng như Foggy Ice Dome (Купол туманный), theo Viện Nghiên cứu Địa chất Bắc Cực (Купол Научно-исследовательский институт геологии Арктики) và Peary Ice Dome, ngoài ra còn có phần đất chủ yếu nằm dưới lớp sông băng ở cực bắc của đảo: Poluostrov Armitidzh. 

### Các đảo liền kề
- Đảo David (Ostrovok Davida), tọa độ 80,15 N, 47,33 E, là một hòn đảo nhỏ nằm ngoài khơi phía tây nam của Zemlya Georga.
- Đảo Arthur nằm ở phía bắc đầu cực bắc của Zemlya Georga, tách biệt với nó bởi eo biển Proliv Li-Smita.

| The Geographers Bay, Zemlya Georga, Franz Josef Land |

## Liên quan
1. ↑  "Prince George". Bản gốc lưu trữ ngày 12 tháng 7 năm 2009. Truy cập ngày 5 tháng 10 năm 2019.
2. ↑  "(Prince) George Land - Franz-Joseph-Land". Bản gốc lưu trữ ngày 17 tháng 12 năm 2019. Truy cập ngày 5 tháng 10 năm 2019.
3. ↑  Franz Josef Land (in Russian)